# NGC 7686
NGC 7686 è un ammasso aperto poco studiato situato nella costellazione di Andromeda.

## Osservazione

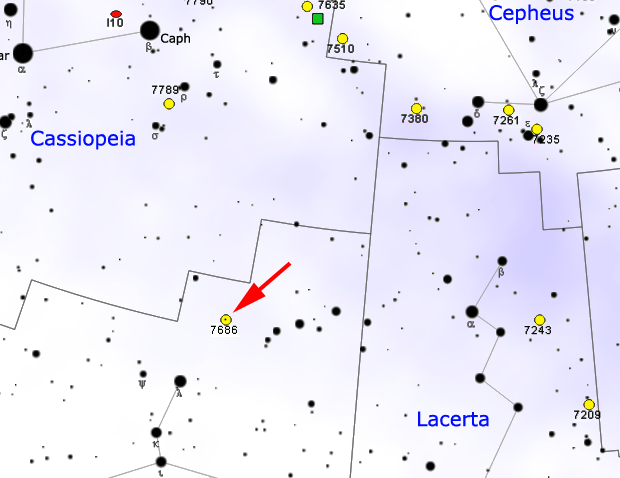
Mappa per individuare NGC 7686.

Si trova nell'estremità nordoccidentale della costellazione, sul bordo della Via Lattea, in direzione di un campo stellare piuttosto povero; è dominato da una stella arancione di magnitudine 6,1, mentre il resto dell'ammasso non è facilmente distinguibile, il quanto appare diluito nel campo stellare circostante, che è ricco di minute stelline. Un binocolo 10x50 già basta per risolvere in buona parte l'oggetto, che conta solo poche decine di componenti; attraverso un piccolo telescopio è risolto anche a bassi ingrandimenti, mentre strumenti di grande diametro non permettono di avere una buona visuale a causa della scarsa concentrazione delle sue componenti.
La declinazione moderatamente settentrionale di quest'ammasso favorisce notevolmente gli osservatori dell'emisfero nord, da cui si presenta circumpolare fino alle latitudini medie; dall'emisfero australe d'altra parte resta piuttosto basso ad eccezione delle aree vicine alla zona tropicale. Il periodo migliore per la sua osservazione nel cielo serale è quello compreso fra agosto e gennaio.

## Storia delle osservazioni
NGC 7686 venne individuato per la prima volta da William Herschel nel 1787 attraverso un telescopio riflettore da 18,7 pollici; suo figlio John Herschel lo riosservò in seguito e lo inserì a sua volta nel General Catalogue of Nebulae and Clusters col numero 2249.

## Caratteristiche
NGC 7686 è un oggetto tanto appariscente quanto scarsamente conosciuto e studiato; la sua distanza è stimata attorno ai 1000 parsec (3260 anni luce) ed è situato in una regione del Braccio di Orione posta ad elevate latitudini galattiche.

La sua stella dominante è HD 221246, una gigante arancione di classe spettrale K3III, che potrebbe però anche essere in primo piano rispetto alle reali componenti dell'ammasso. Fra queste sono note alcune stelle di classe spettrale A e G, mentre la maggior parte delle stelle più luminose sono di classe K, mostrando dunque un colore arancione e uno stadio di vita evoluto. Quattro delle sue componenti sono inoltre variabili di corto periodo.

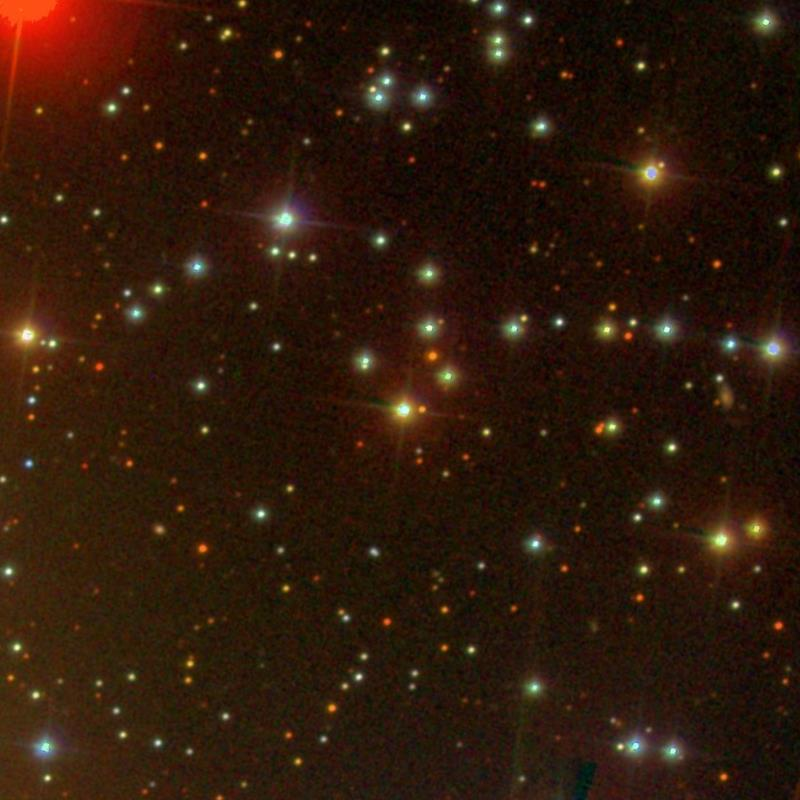
NGC 7686  (SDSS DR14(
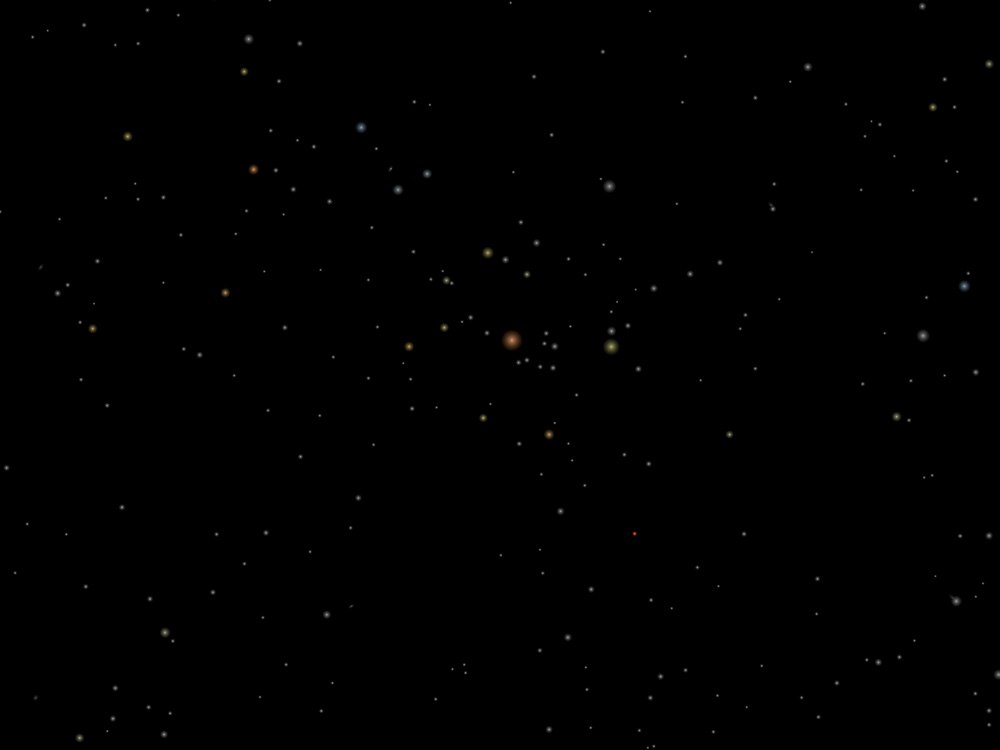
NGC 7686  (amatoriale)